# Podmornice klase Vanguard
Klasa Vanguard je klasa podmornica s balističkim projektilima na nuklearni pogon (SSBN) u službi Kraljevske mornarice. Klasa je uvedena 1994. kao dio nuklearnog programa Trident, a sastoji se od četiri broda: Vanguard, Victorious, Vigilant i Vengeance, izgrađenih između 1986. i 1999. u Barrow-in-Furnessu od strane Vickers Shipbuilding and Engineering, sada u vlasništvu BAE Systemsa. Sva četiri broda nalaze se u mornaričkoj bazi HM Clyde (HMS Neptune), 40 km (25 mi) zapadno od Glasgowa u Škotskoj.
Ove četiri podmornice Vanguard jedine su platforme za nuklearno oružje Ujedinjenog Kraljevstva. Svaka podmornica je naoružana s do 16 raketa UGM-133 Trident II. Klasa bi trebala biti zamijenjena početkom 2030-ih s podmornicom klase Dreadnought.

### Zamjena
Dana 4. prosinca 2006., tadašnji premijer Tony Blair otkrio je planove da potroši do £20 milijardi na novu generaciju podmornica s balističkim projektilima koje će zamijeniti klasu Vanguard. Kako bi se smanjili troškovi i pokazala britanska predanost Ugovoru o neširenju oružja, Blair je predložio da bi se broj podmornica mogao smanjiti s četiri na tri, dok bi se broj nuklearnih bojevih glava smanjio za 20% na 160. Dana 23. rujna 2009. Premijer Gordon Brown potvrdio je da se ovo smanjenje na tri podmornice još uvijek razmatra. U veljači 2011. ministar obrane Liam Fox izjavio je da će biti potrebne četiri podmornice ako UK želi zadržati vjerodostojno nuklearno odvraćanje. Britanska vlada je 18. svibnja 2011. odobrila početnu fazu procjene za izgradnju nove klase od četiri podmornice, utirući put za naručivanje prvih dugotrajnih predmeta i pripreme za glavnu izgradnju koja će započeti u budućnosti. Ova nova klasa podmornica, sada poznata kao klasa Dreadnought, zadržat će trenutne rakete Trident II i uključivat će novi 'PWR3' nuklearni reaktor kao i tehnologiju razvijenu za podmornice Kraljevske mornarice na nuklearni pogon klase Astute. .

## Karakteristike

### Oružje i sustavi
Podmornice klase Vanguard opremljene su sa 16 cijevi za balističke rakete. Međutim, prema pregledu strateške obrane i sigurnosti iz 2010., Kraljevska mornarica puni samo osam projektilnih cijevi s balističkim projektilima Trident II koji se lansiraju s podmornice, a svaka je naoružana s do osam nuklearnih bojevih glava. Osim raketnih cijevi, podmornice su opremljene s četiri torpedne cijevi od 21 inča (533 mm) i nose teška torpeda Spearfish, što im omogućuje da napadaju podvodne ili površinske ciljeve na udaljenostima do 65 kilometara (40 mi; 35 nmi). Opremljena su i dva lansera SSE Mark 10, omogućujući čamcima postavljanje mamaca tipa 2066 i tipa 2071, a nosi se i sustav za presretanje UAP Mark 3 elektroničkih mjera potpore (ESM).
Podmornice nose kompozitni sonar Thales Underwater Systems Type 2054. Tip 2054 je multimodalni, višefrekventni sustav koji uključuje sonare 2046, 2043 i 2082. Type 2043 je sonar za aktivno/pasivno pretraživanje montiran na trupu, Type 2082 pasivni sonar za presretanje i određivanje udaljenosti, a Type 2046 sonar s tegljenim nizom koji radi na vrlo niskoj frekvenciji i omogućuje pasivno pretraživanje. Flota je u procesu preinake sonara za uključivanje obrade otvorene arhitekture korištenjem komercijalne gotove tehnologije. Mogućnost navigacijske pretrage pruža navigacijski radar tipa 1007 I-pojasa. Također će biti opremljeni novim zajedničkim borbenim sustavom. Nose se dva periskopa, model za pretraživanje CK51 i model za napad CH91. Oba imaju TV i termovizijske kamere uz uobičajenu optiku.

### Pogon
Novi vodeni reaktor pod tlakom, Rolls-Royce PWR 2, dizajniran je za klasu Vanguard. PWR 2 ima dvostruko duži radni vijek od prethodnih modela, a procjenjuje se da bi podmornica klase Vanguard mogla oploviti svijet 40 puta bez punjenja gorivom. Nadalje, tijekom dugih remontnih razdoblja remonta, 'Core H' reaktor je postavljen na svaki od brodova, osiguravajući da niti jedna podmornica neće zahtijevati daljnje punjenje gorivom do kraja svog životnog vijeka. Reaktor pokreće dvije GEC parne turbine povezane s mlaznim propulzorom pumpe s jednom osovinom, dajući podmornici maksimalnu brzinu u potopljenom stanju od preko 25 čvorova (46 km/h; 29 mph). Pomoćnu energiju osigurava par generatora parne turbine od 6 MW koje je isporučio WH Allen, (kasnije poznat kao NEI Allen, Allen Power & Rolls-Royce), i dva dizel generatora Paxman od 905 kWb za osiguranje rezervnog napajanja.

### Nuklearne bojeve glave
Britansko nuklearno oružje dizajniralo je i razvilo UK's Atomic Weapons Establishment. Čamci su sposobni za raspoređivanje s najviše 192 neovisno ciljane bojeve glave, ili MIRV-a, s trenutnom spremnošću za paljbu. Međutim, kao rezultat odluke donesene u Strateškoj obrambenoj procjeni iz 1998., to je smanjeno na 48 bojevih glava, a spremnost za ispaljivanje smanjena je 'na dane, a ne na minute'. Nadalje, ukupan broj bojevih glava koje Ujedinjeno Kraljevstvo ima smanjen je na otprilike 200, s ukupno 58 Trident projektila. Strateški pregled obrane i sigurnosti iz 2010. dodatno je smanjio ovaj broj i podmornice će ubuduće isplovljavati sa smanjenim ukupnim brojem od 40 bojevih glava i smanjenim opterećenjem projektila od 8 (s maksimalno mogućih 16). Broj operativno dostupnih nuklearnih bojevih glava smanjit će se 's manje od 160 na najviše 120, a ukupne zalihe nuklearnog oružja u Ujedinjenom Kraljevstvu neće brojati više od 180.